# Harrie B. Chase

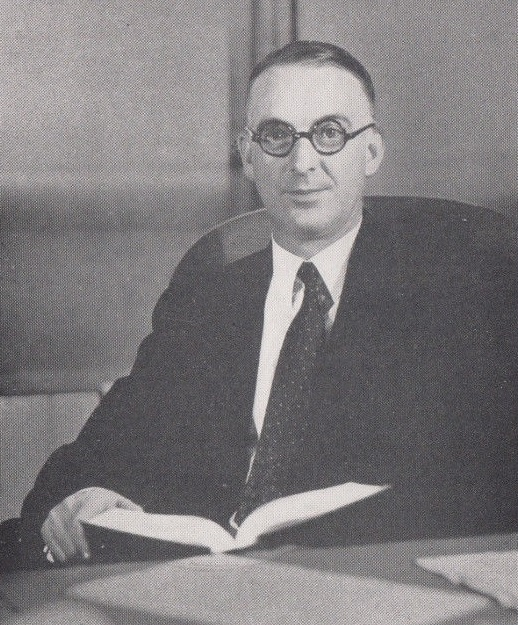
Harrie B. Chase (1929)

Harrie Brigham Chase (* 9. August 1889 in Whitingham, Vermont; † 17. November 1969 in Vernon, Vermont) war ein US-amerikanischer Jurist, der unter anderem von 1953 bis 1954 Präsident des Berufungsgerichts der Vereinigten Staaten für den zweiten Gerichtsbezirk (Chief Judge of the US Court of Appeals for the Second Circuit) war.

## Leben
Harrie Brigham Chase, Sohn von Charles Sumner Chase (1855–1929) und Carrie Emily Brigham Chase (1856–1942), absolvierte nach dem Schulbesuch ein grundständiges Studium am Dartmouth College, welches er 1909 mit einem Bachelor of Arts (A.B.) beendete. Ein darauf folgendes Studium der Rechtswissenschaften an der Law School der Boston University schloss er 1912 mit einem Bachelor of Laws (LL.B.) ab und war nach seiner anwaltlichen Zulassung von 1912 bis 1919 als Rechtsanwalt in Brattleboro tätig. 1919 war er kurzzeitig Staatsanwalt von Windham County und wurde danach am 16. Mai 1919 von Gouverneur Percival W. Clement zum Richter am Obergericht von Vermont (Vermont Superior Court) ernannt, dessen Prsäident (Chief Judge) er zwischen 1926 und 1927 war. 1927 wurde er von Gouverneur John E. Weeks als Nachfolger des verstorbenen Frank L. Fish zum Richter am Vermont Supreme Court ernannt, dem Obersten Gerichtshof dieses Bundesstaates. Dieses Richteramt bekleidete er bis 1929, woraufhin Julius A. Willcox neuer Richter wurde.
Am 19. Januar 1929 wurde Chase durch US-Präsident Calvin Coolidge für einen neu geschaffenen Sitz als Bundesrichter für das Berufungsgericht des zweiten Gerichtsbezirks nominiert. Nach der Zustimmung des US-Senats am 31. Januar 1929 trat er dieses Amt offiziell ebenfalls am 31. Januar 1929 an. Als Nachfolger von Thomas Walter Swan übernahm er 1953 auch das Amt als Präsident des Berufungsgerichts der Vereinigten Staaten für den zweiten Gerichtsbezirk (Chief Judge of the US Court of Appeals for the Second Circuit) und bekleidete dieses bis 1953, woraufhin Charles Edward Clark ihn ablöste. In dieser Funktion war er von 1953 bis 1954 auch Mitglied der US-Justizkonferenz (Judicial Conference of the United States), ein 1922 eingerichtetes Gremium, das vom Obersten Richter der Vereinigten Staaten (Chief Justice of the United States) geleitet wird und aus dem Obersten Richter, dem Vorsitzenden Richter jedes Bundesberufungsgerichtsbezirks sowie einem Bezirksrichter aus verschiedenen Bundesgerichtsbezirken besteht. Am 1. September 1954 schied er aus dem aktiven Richterdienst und wurde daraufhin Senior Judge, während Sterry R. Waterman zum neuen Bundesrichter für das Berufungsgericht des zweiten Gerichtsbezirks berufen wurde.
Aus seiner 1912 geschlossenen Ehe mit Mina Annis Gilman Chase (1891–1986) ging die Tochter Alice Natalie Chase Wells (1916–1999) hervor. Nach seinem Tode wurde er auf dem Morningside Cemetery in Brattleboro beigesetzt.